# 澤蘭子
澤 蘭子（さわ らんこ、1903年7月25日 - 2003年1月11日）は、女優である。新漢字表記沢 蘭子。出生名澤 靜子（さわ しずこ）、松本四良との婚姻時の本名は松本 静子（まつもと しずこ）、死去時の本名は澤 志づ子（さわ しづこ）、旧芸名泉 らん子（いずみ らんこ）、泉 蘭子（いずみ らんこ）、澤 らん子（さわ らんこ）。帝国キネマ演芸が製作・配給して大ヒットとなったサイレント映画『籠の鳥』（1924年）のヒロインとして知られる。

## 人物・来歴

### 宝塚少女歌劇団と10代での結婚
1903年（明治36年）7月25日、宮城県仙台市東六番丁（現在の同県同市宮城野区東六番丁）に生まれる。父は漢学者の澤幸次郎である。出生名については、『一九三三年版 オール松竹俳優名鑑』では「澤 靜子」とされ、死去時には本名は「澤 志づ子」である旨の報道がなされている。
父の実家のある千葉県千葉市で育ち、旧制・千葉市立蘇我小学校（現在の千葉市立蘇我小学校）を卒業後に、1916年（大正5年）4月に東京へ転居して旧制・東京家政女学校（現在の豊島岡女子学園高等学校）に進学する。1919年（大正8年）5月に同校を中途退学して、同年1月に設立された寶塚音樂歌劇學校（現・宝塚音楽学校）に入学する。宝塚歌劇団9期生。同期生に桂よし子、門田芦子、巽寿美子、奈良美也子らがいる。芸名は小倉百人一首の第27番：中納言兼輔の「甕原　わきて流るる　泉川　何時見きとてか　戀しかるらむ　（みかのはら わきてながるる いづみがは いつみきとてか こひしかるらむ）」から泉 蘭子と命名した。1920年（大正9年）3月に宝塚少女歌劇団（現・宝塚歌劇団）の第25回公演『毒の花園』で初舞台を踏み、娘役として活躍する。1921年（大正10年）7月の夏季公演第一部では『ネヴヰーライフ』に平和の女神役で主演したが、同年に作曲家の松本四良との恋愛が問題になって宝塚少女歌劇団を退団した。退団後に満18歳で松本と結婚している。

### 帝キネでの籠の鳥・日活・松竹蒲田
やがて東京に戻り、1923年（大正12年）3月に松竹蒲田撮影所に入社、早くも同年6月には日活向島撮影所に移籍、同年6月14日に公開された若山治監督の『火焔を浴びて』に「澤 らん子」の名で出演したが、同年9月1日に起きた関東大震災に被災した同撮影所は壊滅した。翌1924年（大正13年）5月25日、帝国キネマ演芸に移籍し、「澤 蘭子」と改名して同社の芦屋撮影所に所属した。同年6月26日に公開された澤の主演作『恋慕地獄』は、澤と同じ日活向島から来ていた若山治が監督して大ヒット、澤は人気スターになる。つづいて同年8月14日に公開された松本英一監督の『籠の鳥』に主演、同作は、帝国キネマ創立以来最大のヒットを記録した。1927年（昭和2年）2月9日に公開された松本英一監督の『馬車寅』を最後に退社、休養に入った。
同年5月15日、日活に復帰、京都の日活大将軍撮影所に所属した。同年7月1日に公開された伊奈精一監督による『浮世車』に主演、同作は、「澤蘭子復帰第一回出演作」として製作されたものである。同撮影所に所属した俳優の美濃部進（改名後、岡譲二、あるいは岡譲司）との恋愛失踪事件を起こし、1929年（昭和4年）11月、退社を余儀なくされる。『一九三三年版 オール松竹俳優名鑑』および『芸能人物事典 明治大正昭和』には、このとき美濃部と澤は結婚したと記されている。一方、『日本映画俳優全集・男優編』の「岡譲司」の項には、「事実上の結婚をしていた」と記されている。大野芳「近衛文麿」p.285にも「澤さんは岡譲二と入籍していませんでした」との中村万作の証言が載っている。
1930年には一時期、「泉 蘭子」の名で帝国キネマ演芸の映画に出演した記録がある。1931年5月、美濃部とともに松竹蒲田撮影所に入社、このとき美濃部は「岡譲二」に改名している。1932年10月27日に公開された島津保次郎監督によるトーキー作品『歓喜の一夜』では、岡との主演共演が実現した。

### 近衛秀麿との出逢いと別離
1936年からフリーランスとなった。同年、片岡千恵蔵プロダクションが製作した『女殺油地獄』（監督藤田潤一、配給日活）に出演、同年7月31日に公開され、同作の澤の評価は高かった。1937年7月11日に公開された、P.C.L.映画製作所製作、東宝映画配給、伏水修監督による『白薔薇は咲けど』に出演したのを最後に、映画界を去る。このころ、岡との関係を清算して、アメリカ合衆国に渡る。同年7月31日、横浜港を発つその船上で、オーケストラの指揮をするために乗船していた指揮者の近衛秀麿と知り合う。近衛は長兄の文麿から「澤蘭子にさわらんこと」と忠告を受けたが、アメリカ到着後にハリウッドで近衛と同棲を始める。1938年（昭和13年）には、ベルリンで同棲生活に入る。声楽とドイツ語を学ぶ傍ら、近衛子爵夫人として社交界でも活躍して、1940年（昭和15年）2月に娘を出産する。娘の名は日本と中華民国との友好を願って、曄子と命名した。第二次世界大戦後は、1945年9月28日に娘を栄養失調のために5歳で失くしつつも、翌1946年には帰国した。
2003年1月11日の23時55分に京都市下京区内の病院で老衰により逝去。享年99。晩年は同市中京区西ノ京南円町に住み、葬儀の際の喪主は志賀山一流十世家元の中村万作が務めた。

## 芸名
- 泉 らん子 - 宝塚歌劇団[1][2]
- 泉 蘭子 - 宝塚歌劇団、帝国キネマ演芸（1930年のみ）
- 澤 らん子 - 日活向島撮影所
- 澤 蘭子 - 帝国キネマ芦屋撮影所、日活大将軍撮影所、日活太秦撮影所、松竹蒲田撮影所（1931年 - 1933年）以降

## 宝塚少女歌劇団時代の主な出演
- 『毒の花園』（1920年3月20日 - 5月20日、宝塚新歌劇場(公會堂劇場)）
- 『月光曲』（1920年10月20日 - 11月30日、宝塚新歌劇場(公會堂劇場)）
- 『岩戶開』（1921年1月1日 - 1月20日、宝塚新歌劇場(公會堂劇場)）
- 『ヘンゼルとグレーテル』（第二部）（1921年3月20日 - 5月20日、宝塚新歌劇場(公會堂劇場)）
- 『希臘神話パンドーラ』『隅田川』『ネヴヰーライフ』（第一部）（1921年7月20日 - 8月31日、宝塚新歌劇場(公會堂劇場)）

## フィルモグラフィ

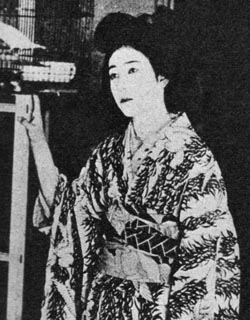
『籠の鳥』（1924年）のスチル写真、公開時21歳。

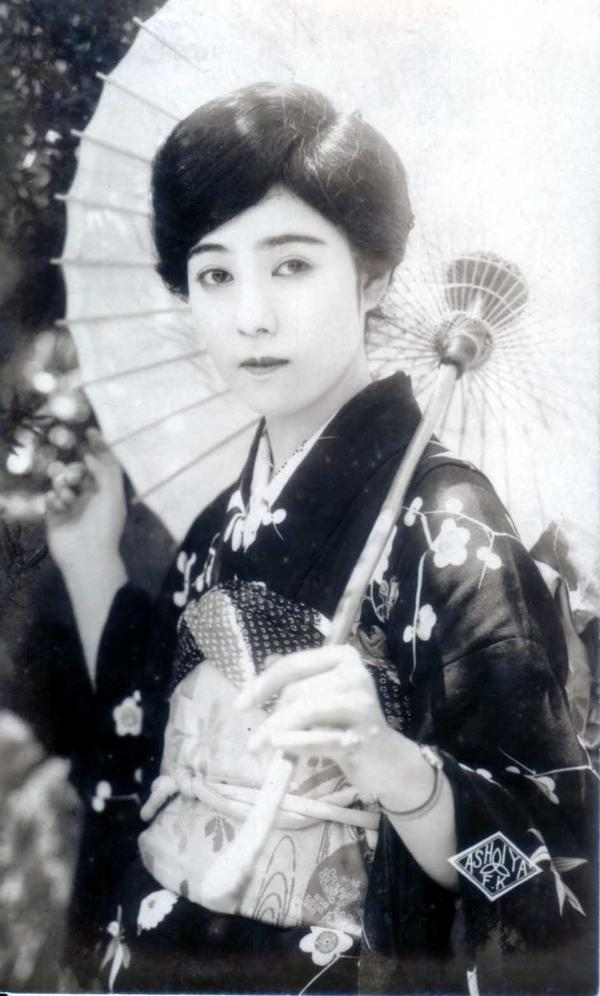
1920年代前半、20代前半の写真。

すべてクレジットは「出演」である。公開日の右側には役名、および東京国立近代美術館フィルムセンター（NFC）、マツダ映画社所蔵等の上映用プリントの現存状況についても記す。同センター等に所蔵されていないものは、とくに1940年代以前の作品についてはほぼ現存しないフィルムである。資料によってタイトルの異なるものは併記した。

### 日活向島撮影所
すべて製作は「日活向島撮影所」、すべて配給は「日活」、すべてサイレント映画、「澤らん子」名義である。
- 『火焔を浴びて』 : 監督若山治、1923年6月14日公開
- 『伊藤巡査の死』 : 監督鈴木謙作・溝口健二・大洞元吾・近藤伊与吉、製作日活京都撮影所第二部（日活向島撮影所）、1924年7月24日公開[8]

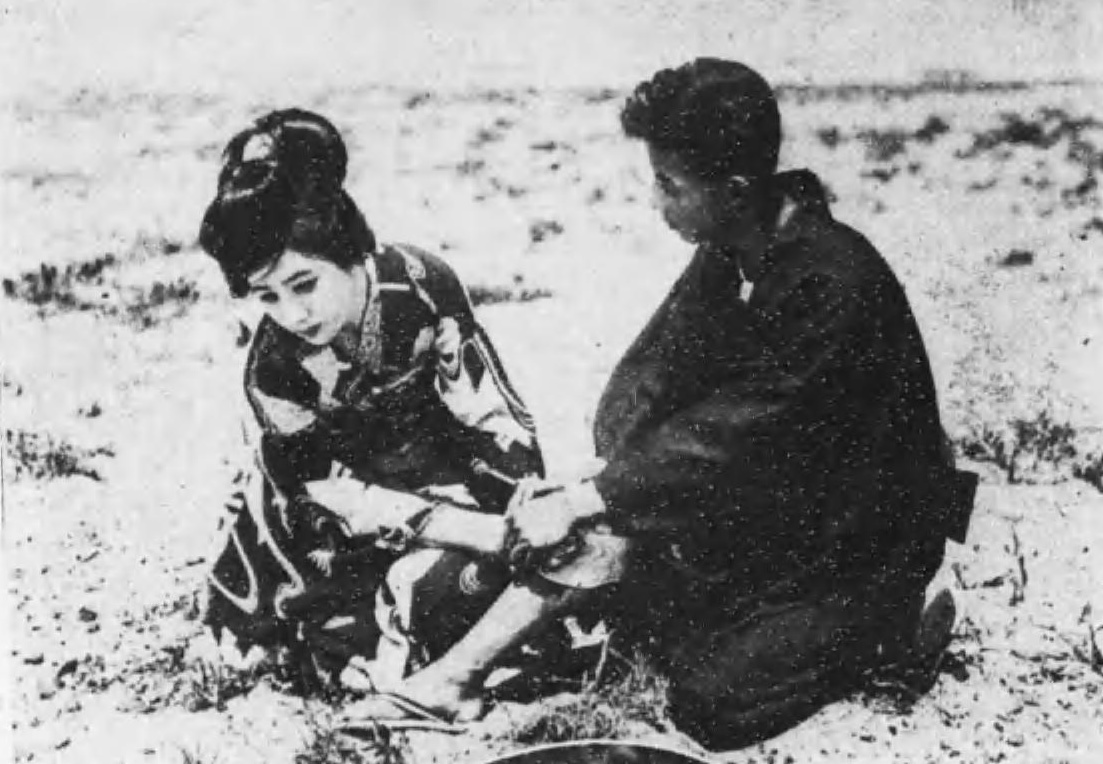
『籠の鳥』

### 帝国キネマ芦屋撮影所
特筆以外すべて製作は「帝国キネマ芦屋撮影所」、すべて配給は「帝国キネマ演芸」、すべてサイレント映画、「澤蘭子」名義である。
- 『恋慕地獄』 : 監督若山治、1924年6月26日公開 - 主演
- 『いつまで踊る』 : 監督松本英一、1924年7月3日公開
- 『或る夜のスケッチ』（『或夜のスケッチ』[5]） : 監督深川ひさし、1924年7月19日公開 - 主演
- 『籠の鳥』 : 監督松本英一、1924年8月14日公開 - 主演
- 『星は流れ飛ぶ』 : 監督伊藤大輔、1924年9月28日公開 - オペラ女優・小金井みどり
- 『続籠の鳥』 : 監督松本英一、1924年10月15日公開 - 主演
- 『血戦』 : 監督松本英一、1924年11月13日公開 - 主演
- 『山』 : 監督松本英一、1924年11月20日公開 - 主演
- 『熱血を潜めて』 : 監督伊藤大輔、1924年12月25日公開 - 娘・美緒子
- 『お不動さま』（『御不動様』[5]） : 監督佐藤樹一路、1925年3月26日公開
- 『初恋の頃』 : 監督松本英一、製作アシヤ映画、1925年4月30日公開 - 林田の妹道子
- 『琵琶歌』 : 監督松本英一、製作アシヤ映画、1925年5月14日公開 - その妹里野
- 『愛の憎悪』 : 監督志波西果、製作アシヤ映画、1925年5月28日公開
- 『大自然の叫び』 : 監督志波西果、製作アシヤ映画、1925年7月2日公開
- 『蓬莱島』 : 監督古海卓二、1925年7月15日公開 - 娘お浪
- 『蛟竜横わる』[5]（『鮫竜横わる』） : 監督志波西果、製作アシヤ映画、1925年7月30日公開 - 主演
- 『山の一家』 : 監督志波西果、製作アシヤ映画、1925年8月11日公開 - 主演
- 『名犬ジャック』 : 監督志波西果、1925年9月23日公開 - ナギ子
- 『紫の尼僧』 : 監督松本英一、製作アシヤ映画、1925年10月8日公開 - 紫の尼僧真弓
- 『呪いの笛』（『呪の笛』[5]） : 監督佐藤喜一路（佐藤樹一路）、1925年10月15日公開 - 安太郎の娘お葉
- 『永遠の謎』 : 監督大森勝、1925年11月19日公開 - 姉娘露子
- 『失霊術』 : 監督松本英一、1925年11月22日公開
- 『愛する人々』 : 監督古海卓二、1925年12月15日公開 - その娘お美奈
- 『母ちゃんの馬鹿』 : 監督松本英一、1925年製作中止 - 主演
- 『黄金よりも強し』 : 監督大森勝、1926年1月23日公開 - おみよ
- 『猛火を潜ぐりて』（『猛火をくぐりて』[5]） : 監督松本英一、1926年1月29日公開 - 富江
- 『処女の顔』 : 監督松本英一、1926年2月7日公開 - お愛
- 『悲しき秀勇』 : 監督松本英一、1926年2月28日公開 - 蔦の家秀勇
- 『悪人であった彼』 : 監督亀井清一、1926年3月14日公開 - 中島かよ
- 『鞭は鳴る』 : 監督松本英一、1926年5月28日公開
- 『涙の乱舞』 : 監督亀井清一、1926年6月1日公開 - 主演
- 『かたおもひ 前篇』 : 監督松本英一、1926年7月8日公開 - 葉末
- 『かたおもひ 後篇』 : 監督松本英一、1926年7月14日公開 - 其の妻葉末
- 『心の唄』 : 監督大森勝、1926年7月27日公開
- 『亭主可愛や』[5]（『亭主河愛や』） : 監督佐藤喜一路、1926年8月26日公開
- 『自由の天地』 : 監督大森勝、1926年9月23日公開
- 『惚れられた彼奴』 : 監督渡辺新太郎、1926年10月29日公開
- 『母なればこそ』 : 監督佐藤樹一路、1926年11月6日公開 - 主演
- 『孤島に咲く花』 : 監督大森勝、1926年製作・公開 - 主演
- 『村の娘』 : 監督亀井清一、1927年1月10日公開 - 主演
- 『黎明の里へ』（『黎明の星』[5]） : 監督大森勝、1927年1月15日公開 - 主演
- 『果たして如何なるか』[5]（『果たしてどうなる』） : 監督大森勝、1927年1月31日公開
- 『馬車寅』 : 監督松本英一、1927年2月9日公開 - 主演

### 日活大将軍撮影所
特筆以外すべて製作は「日活大将軍撮影所」、すべて配給は「日活」、すべてサイレント映画、「澤蘭子」名義である。
- 『浮世車』 : 監督伊奈精一、1927年7月1日公開 - 芸妓・小露（主演）
- 『東洋武侠団』 : 監督内田吐夢、1927年7月15日公開 - 令嬢幸枝
- 『神文』 : 監督辻吉郎、製作日活太秦撮影所、1927年10月21日公開 - 輝基の息女葭姫
- 『忠次旅日記 御用篇』 : 監督伊藤大輔、製作日活太秦撮影所、1927年12月27日公開 - 娘お粂、『忠次旅日記 信州血笑篇』と合わせた111分尺で現存（NFC所蔵[9]）
- 『天恵』（『天惠』[8]） : 監督三枝源次郎、製作日活太秦撮影所、1928年2月9日公開 - 主演
- 『骸骨書生』 : 監督三枝源次郎、1928年4月29日公開 - 主演
- 『江戸三国志 第二篇』 : 監督志波西果、製作日活太秦撮影所、1928年5月5日公開 - 高麗村お隠家の娘・月江
- 『沈み行く人魚』 : 監督畑本秋一、1928年6月8日公開 - 姉（主演）
- 『大学選手』 : 監督浅岡信夫、1928年7月6日公開 - 京子
- 『江戸三国志 第三篇』 : 監督志波西果、製作日活太秦撮影所、1928年8月3日公開
- 『大川橋夜話』 : 監督伊奈精一、1928年8月26日公開 - 芸妓・染八（主演）
- 『仇討断腸録』 : 監督辻吉郎、製作日活太秦撮影所、1928年8月26日公開 - 茶屋女・お喜美（二役）[8]
- 『思ひ出の水夫』 : 監督田坂具隆、1928年10月5日公開

### 日活太秦撮影所
すべて製作は「日活太秦撮影所」、すべて配給は「日活」、すべてサイレント映画、「澤蘭子」名義である。
- 『落花剣光録 第一篇』 : 監督清瀬英次郎、1928年12月13日公開 - 雪路
- 『競艶女さまざま』 : 監督阿部豊、1929年1月7日公開 - 清香（芸妓）
- 『落花剣光録 第二篇』 : 監督清瀬英次郎、1929年1月20日公開 - 雪路
- 『波浮の港』 : 監督木藤茂、1929年2月15日公開
- 『英傑秀吉』 : 監督池田富保、1929年3月31日公開 - 村の女房おつな
- 『朝日は輝く』（『朝日輝く』[5]） : 監督溝口健二・伊奈精一、1929年4月12日公開 - 令嬢・秋月朝子
- 『落花剣光録 第三篇』 : 監督清瀬英次郎、1929年5月3日公開 - 雪路
- 『日活行進曲 戦争篇』 : 監督三枝源次郎、1929年7月7日公開 - 主演
- 『蒼白き薔薇』 : 監督阿部豊、1929年9月15日公開

### 帝国キネマ演芸
製作・配給はすべて「帝国キネマ演芸」、すべてサイレント映画、すべて「泉蘭子」名義である。
- 『深川の唄』 : 監督山下秀一、1930年4月29日公開 - その許婚お兼
- 『江戸城総攻め』 : 監督志波西果、1930年5月17日公開 - 楓

### 松竹蒲田撮影所

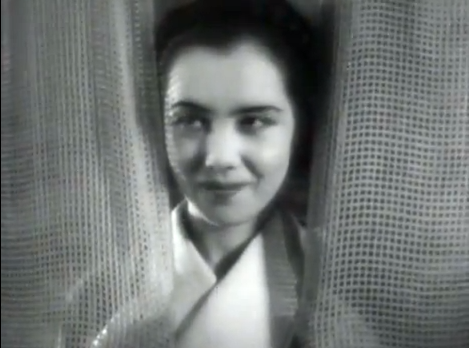
『港の日本娘』（1933年）出演時、満29歳。

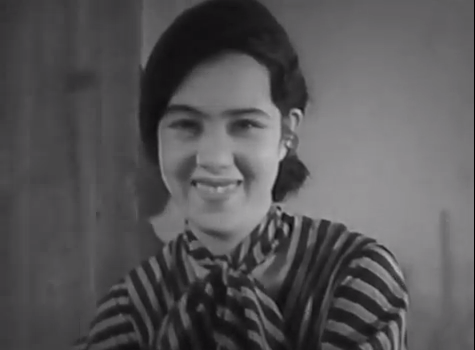
『夜ごとの夢』（1933年）出演時、満29歳。

特筆以外すべて製作は「松竹蒲田撮影所」、すべて配給は「松竹キネマ」、特筆以外すべてサイレント映画、以降すべて「澤蘭子」名義である。
- 『愛の闘ひ』 : 監督島津保次郎、1931年6月6日公開
- 『女はいつの世にも』 : 監督佐々木恒次郎、1931年6月28日公開
- 『野に叫ぶもの 青春篇』 : 監督島津保次郎、1931年7月15日公開 - 主演
- 『野に叫ぶもの 争闘篇』 : 監督島津保次郎、1931年7月23日公開 - 主演
- 『可愛けりゃこそ』 : 監督石川和雄、1931年10月1日公開 - 主演
- 『青春図会』 : 監督清水宏、1931年10月31日公開 - 洋子
- 『思ひ出多き女』 : 監督池田義信、1931年11月14日公開
- 『デパートの姫君』 : 監督池田義信、1932年1月7日公開
- 『勝敗』 : 監督島津保次郎、部分発声版、1932年3月18日公開
- 『兄さんの馬鹿』 : 監督五所平之助、部分発声版、1932年4月1日公開
- 『上陸第一歩』 : 監督島津保次郎、トーキー、1932年4月14日公開 - 政の情婦、88分尺で現存（NFC所蔵[9]）
- 『歓喜の一夜』 : 監督島津保次郎、トーキー、1932年10月27日公開
- 『暴風帯』 : 監督清水宏、1932年12月1日公開 - 澄川の内縁の妻・瀧子
- 『涙の渡り鳥』 : 監督野村芳亭、サウンド版、1933年2月15日公開
- 『応援団長の恋』 : 監督野村浩将、トーキー、1933年3月1日公開 - 酒場の女給、78分尺で現存（NFC所蔵[9]）
- 『孔雀船』 : 監督池田義信、1933年3月23日公開
- 『力と女の世の中』 : 監督政岡憲三、発声監督野村浩将、製作政岡映画製作所、トーキー、1933年4月13日公開 - 声の出演
- 『港の日本娘』 : 監督清水宏、1933年6月1日公開 - シェリダン耀子、78分尺で現存（NFC所蔵[9]）
- 『夜ごとの夢』 : 監督成瀬巳喜男、1933年6月8日公開 - おみつの友達、64分尺で現存（NFC所蔵[9]）
- 『思ひ出の唄』（『想ひ出の唄』[6]） : 監督島津保次郎、トーキー、1933年9月14日公開 - 主演

### ゼーオー・P.C.L.系
下記の通りである。
- 『恋の舗道』 : 監督伊奈精一、製作ゼーオースタヂオ太秦撮影所、配給千鳥興業、1934年9月13日公開
- 『百万人の合唱』 : 監督富岡敦雄、製作ゼーオースタヂオ・ビクターレコード、1935年1月13日公開 - 役名不明、新篇『音楽映画 百萬人の合唱』として59分尺で現存（NFC所蔵[19]）
- 『女軍突撃隊』 : 監督木村荘十二、製作P.C.L.映画製作所、1936年1月22日公開
- 『勝太郎小守唄』 : 監督永富映次郎、製作ゼーオースタヂオ、配給東和商事映画部、1936年3月26日公開
- 『女殺油地獄』 : 監督藤田潤一、製作片岡千恵蔵プロダクション、配給日活、1936年7月31日公開 - 豊島屋お吉
- 『女人哀愁』 : 監督成瀬巳喜男、製作P.C.L.映画製作所・入江ぷろだくしょん、配給東宝映画、1937年1月21日公開 - 洋子、74分尺で現存（NFC所蔵[9]）
- 『お嬢さん』 : 監督山本薩夫、製作P.C.L.映画製作所、配給東宝映画、1937年7月8日公開 - 多磨子、72分尺で現存（NFC所蔵[9]）
- 『白薔薇は咲けど』 : 監督伏水修、製作P.C.L.映画製作所、配給東宝映画、1937年7月11日公開 - 役名不明、77分尺で現存（NFC所蔵[9]）

### 戦後
下記の通りである。
- 『かくて忍術映画は終わりぬ』（『かくて忍術映画は終りぬ』） : 監督小杉勇、製作東横映画、配給大映、1948年5月18日公開 - 女将おちか
- 『ぜったい愛して』 : 監督加戸敏、製作大映京都撮影所、配給大映、1948年8月16日公開 - 柳沢龍子
- 『サザエさん 前後篇』 : 監督荒井良平、製作マキノ映画、配給松竹、1948年9月28日公開 - 『サザエさん 七転八起の巻』の題で50分尺のものが現存（NFC所蔵[9]）
- 『鉄路の薔薇』 : 監督安達伸生・マキノ真三、製作マキノ映画、配給東宝、1949年2月22日公開
- 『ホームラン狂時代』 : 監督小田基義、製作東横映画、配給大映、1949年12月13日公開 - 山田夫人
- 『君と行くアメリカ航路』 : 監督島耕二、製作・配給新東宝、1950年8月5日公開 - 役名不明、79分尺で現存（NFC所蔵[9]）
- 『決闘の河』 : 監督小川記正、製作京阪映画、配給東宝、1950年11月25日公開 - 女将
- 『夜の緋牡丹』 : 監督千葉泰樹、製作銀座プロダクション、配給新東宝、1950年12月8日公開 - 時子、105分尺で現存（NFC所蔵[9]）
- 『坊っちゃん記者』[8]（『坊ちゃん記者』） : 監督野口博志、製作・配給日活、1955年3月4日公開 - 白鳥夫人[8]